# Komočín
Komočín je přírodní rezervace v katastrálním území města Komárno v okrese Komárno v Nitranském kraji na Slovensku. Území bylo vyhlášeno v roce 2000 a jeho rozloha je 0,49 hektaru. Předmětem ochrany je lokalita s výskytem kriticky ohrožených druhů, k nimž patří kosatec žlutofialový (Iris spuria), slanice tečkovaná (Galatella punctata) nebo silenka mnohokvětá (Silene multifolia).